# Fest i hela huset
„Fest i hela huset” – piętnasty singel szwedzkiego muzyka Basshuntera wydany 20 kwietnia 2011 roku przez Warner Music Sweden, singel powstał przy współpracy uczestników szwedzkiej edycji programu Big Brother oraz był oficjalną piosenką tego programu.
Singel na szwedzkiej liście osiągnął piąte miejsce.

## Produkcja
6 lutego 2011 poinformowano, że singel z albumu ukaże się na początku wiosny 2011 roku. W kwietniu 2011 roku opublikowano wiadomość, iż Basshunter jest w szwedzkiej edycji programu Big Brother by nagrać nowy singel, „Fest i hela huset” z jego uczestnikami. Uczestnicy Big Brothera nigdy nie nagrywali w studiu nagraniowym. 11 kwietnia 2011 Basshunter przesłuchał uczestników Big Brothera. 17 kwietnia 2011 utwór został opublikowany.
Basshunter podczas wywiadu stwierdził, że był pod wrażeniem wokalu części uczestników, ponieważ nie miał wielkich nadziei.

## Lista utworów
- CDr, maxi singel, singel promocyjny (2011)[1]

1. „Fest i hela huset” (Club Kid Remix) – 3:52
2. „Fest i hela huset” (Radio) – 2:52
3. „Fest i hela huset” (Instrumental) – 2:47

- Digital download (20 kwietnia 2011)[4]

1. „Fest i hela huset” (Basshunter vs. BigBrother) – 2:50

- Digital download (23 maja 2011)[11][12]

1. „Fest i hela huset” – 2:50
2. „Fest i hela huset” (Club Kid Remix) – 3:50
3. „Fest i hela huset” (Instrumental) – 2:45

## Wydanie
| Kraj    | Data wydania                 | Nr. katalogowy | Format                               | Wytwórnia           | Źródło |
| ------- | ---------------------------- | -------------- | ------------------------------------ | ------------------- | ------ |
| Szwecja | 20 kwietnia 2011 6 maja 2011 | SEPQA1100333   | digital download                     | Warner Music Sweden | [ 4 ]  |
| Szwecja | 17 maja 2011                 | SEPQA1100333   | CD singel                            | Warner Music Sweden | [ 11 ] |
| Szwecja | 2011                         | nienany        | CD-R, maxi singel, singel promocyjny | Warner Dance Labels | [ 1 ]  |

### Wydanie na albumach
| Album        | Data wydania | Wytwórnia            | Format               | Nr katalogowy | Nr utworu | Źródło |
| ------------ | ------------ | -------------------- | -------------------- | ------------- | --------- | ------ |
| Calling Time | 13 maja 2013 | Gallo Record Company | CD, digital download | CDRPM 3020    | 3         | [ 13 ] |

## Pozycje na listach przebojów
| Kraj    | Lista (2011)   | Najwyższa pozycja |
| ------- | -------------- | ----------------- |
| Szwecja | Top 60 Singles | 5                 |